# Micropsyrassa
Micropsyrassa is een kevergeslacht uit de familie van de boktorren (Cerambycidae). De wetenschappelijke naam van het geslacht werd voor het eerst geldig gepubliceerd in 1961 door Linsley.

## Soorten
Micropsyrassa omvat de volgende soorten:
- Micropsyrassa bimaculata (Bates, 1872)
- Micropsyrassa doyeni Chemsak & Giesbert, 1986
- Micropsyrassa glabrata Martins & Chemsak, 1966
- Micropsyrassa meridionalis Martins, 1974
- Micropsyrassa minima Martins & Chemsak, 1966
- Micropsyrassa nitida Martins & Chemsak, 1966
- Micropsyrassa opaca Martins & Chemsak, 1966
- Micropsyrassa pilosella (Bates, 1892)
- Micropsyrassa reticulata Martins & Chemsak, 1966
- Micropsyrassa stellata Martins & Chemsak, 1966